# 115
115（一百一十五）是114與116之間的自然数。

## 數學性質
- 第84個合數，正因數有1、5、23和115。前一個為114、下一個為116。
質因數分解為{\displaystyle 5\times 23}。
- 第86個虧數，真因數和為29，虧度為86。前一個為113、下一個為116。
- 第79個不尋常數，大於平方根的質因數為23。前一個為114、下一個為116。
- 第37個半質數。前一個為111、下一個為118。
- 第73個無平方數因數的數。前一個為114、下一個為118。
- 第48個十进制的等數位數。前一個為113、下一個為118。
- 115是幸運數
- 115是有形數
  - 115是13邊形數

## 在其他領域中
- 過海隧道巴士115線
- 115在中華民國郵遞區號中係指台北市南港區。
- 大宇巴士BH115系列旅遊巴士底盤。
- 115网盘，中国大陆的网络硬盘服务提供商。
- 镆的原子序数